# ارتباط اجتماعی
ارتباط اجتماعی تجربه احساس نزدیکی و ارتباط با دیگران است. این شامل احساس عشق، مراقبت و ارزش است، و اساس رابطه میان‌فردی را تشکیل می‌دهد. برنه براون استاد مددکاری اجتماعی در دانشگاه هیوستون اظهار می‌کند:
ارتباط، انرژی ای است که بین افراد وجود دارد، زمانی که احساس می‌کنند دیده می‌شوند، شنیده می‌شوند و ارزش دارند، زمانی که می‌توانند بدون قضاوت در دادوستد باشند، و زمانی که از رابطه رزق و روزی و نیرو می‌گیرند. —برنه براون،
ارتباط اجتماعی به‌طور فزاینده ای به عنوان یک نیاز اصلی انسان و میل به اتصال به عنوان یک محرک اساسی درک می‌شود. برای رشد و پیشرفت بسیار مهم است. بدون آن، حیوانات اجتماعی پریشانی را تجربه می‌کنند و با عواقب رشدی شدید مواجه می‌شوند. در انسان‌ها، یکی از اجتماعی‌ترین گونه‌ها، ارتباط اجتماعی تقریباً برای هر جنبه ای از سلامتی و رفاه ضروری است. عدم اتصال، یا تنهایی، با التهاب مرتبط است، موجب تسریع پیری و خطر سلامت قلبی عروقی، خودکشی، و مرگ و میر به هر علت می‌شود. احساس ارتباط اجتماعی به کیفیت و تعداد روابط معناداری که فرد با خانواده، دوستیها، و رابطه میان‌فردی بستگی دارد. فراتر از سطح فردی، احساس اتصال به یک جامعه بزرگتر را نیز در بر می‌گیرد. ارتباط در سطح جامعه مزایای عمیقی هم برای افراد و هم برای جامعه دارد.

## اصطلاحات مرتبط
«حمایت اجتماعی» کمک، نصیحت و آرامشی است که از کسانی که با آنها روابط پایدار و مثبتی داریم دریافت می‌کنیم. مهم‌تر از همه، به نظر می‌رسد که این ادراک، یا «احساس» حمایت شدن است، نه تعداد عینی ارتباطات، که به نظر می‌رسد حائل اجتماعی در برابر استرس (زیست‌شناسی) دارد و بر سلامت و روان‌شناسی ما تأثیر می‌گذارد.
«روابط نزدیک» به آن دسته از روابط بین دوستان یا شرکای عاشقانه اطلاق می‌شود که با عشق، مراقبت، تعهد و ارتباط صمیمانه مشخص می‌شود.
«وابستگی» یک پیوند عاطفی عمیق بین دو یا چند نفر است، «ارتباط روانی پایدار بین انسان‌ها». نظریه دلبستگی، که توسط جان بالبی در طول دهه ۱۹۵۰ ارائه شد، نظریه ای است که امروزه در روان‌شناسی تأثیرگذار باقی مانده است.
خوش‌مشربی تفاسیر و برداشت‌های مختلفی دارد که یکی از آنها به ایده زندگی مشترک و لذت بردن از همراهی یکدیگر اشاره دارد. این درک از این اصطلاح از convivialité فرانسوی گرفته شده است که می‌توان آن را به ژان آنتلم بریا ساوارن در قرن نوزدهم ردیابی کرد. تعابیر دیگر از خوش گذرانی شامل هنر زندگی در جمع دیگران است. تجارب روزمره انسجام جامعه و با هم بودن در محیط‌های مختلف؛ و ظرفیت افراد برای تعامل خلاقانه و مستقل با یکدیگر و محیط خود برای ارضای نیازهایشان. این تفسیر سوم ریشه در آثار ایوان الیچ از دهه ۱۹۷۰ به بعد دارد. ارتباط اجتماعی برای همه این تفاسیر از خوش‌مشربی اساسی است.

## یک نیاز اساسی
آبراهام مزلو در نظریه تأثیرگذار خود در مورد هرم سلسله‌مراتب نیازهای مزلو پیشنهاد کرد که نیازهای فیزیولوژیکی ما اساسی‌ترین و ضروری‌ترین نیازها برای بقای ما هستند و قبل از اینکه بتوانیم به سمت ارضای نیازهای اجتماعی پیچیده‌تر مانند عشق و تعلق برویم، باید ارضا شود.
با این حال، تحقیق به پایان رسیده است چند دهه گذشته شروع به تغییر درک ما از این سلسله مراتب کرده است. ارتباط و تعلق اجتماعی ممکن است در واقع یک نیاز اساسی باشد، به اندازه نیاز ما به غذا یا آب. پستانداران نسبتاً درمانده به دنیا می‌آیند و نه تنها برای محبت، بلکه به مراقبین خود متکی هستند. بقا این ممکن است از نظر تکاملی دلیل نیاز و جستجوی ارتباط پستانداران باشد، و همچنین به این دلیل است که چرا در صورت برآورده نشدن این نیاز، دچار ناراحتی طولانی مدت و پیامدهای سلامتی می‌شوند.
در سال ۱۹۶۵، هری هارلو مطالعات برجسته بر روی میمون خود را انجام داد. او بچه میمون‌ها را از مادرشان جدا کرد و مشاهده کرد که بچه میمون‌ها با کدام مادر جانشین پیوند می‌خورند: «مادر» سیمی که غذا می‌دهد، یا «مادر» پارچه ای که نرم و گرم است. به‌طور عمده، بچه میمون‌ها ترجیح می‌دادند وقت خود را صرف چسبیدن به مادر پارچه‌ای کنند، فقط زمانی که گرسنه‌تر از آن بودند که بدون غذا به زندگی و بقا ادامه دهند، سمت مادر سیمی می‌رفتند. این مطالعه این ایده را زیر پرسش برد که غذا قوی‌ترین تقویت کننده اولیه برای یادگیری است. در عوض، مطالعات هارلو نشان داد که گرما، آسایش و محبت (آنگونه که از آغوش نرم مادر پارچه‌ای درک می‌شود) برای پیوند مادر و کودک بسیار مهم است و ممکن است پاداش قدرتمندی باشد که پستانداران ممکن است به خودی خود به دنبال آن باشند. اگر چه از نظر تاریخی مهم است، که اذعان کنیم که این مطالعه با استانداردهای تحقیقاتی فعلی برای رفتار اخلاقی با حیوانات مطابقت ندارد.
در سال ۱۹۹۵، روی باومایستر فرضیه تأثیرگذار تعلق خود را مطرح کرد: اینکه انسان‌ها انگیزه اساسی برای ایجاد روابط پایدار، تعلق دارند. او شواهد قابل توجهی ارائه کرد که در واقع، نیاز به تعلق داشتن و ایجاد پیوندهای نزدیک با دیگران، خود یک نیروی محرک در رفتار انسان است. این نظریه با شواهدی پشتیبانی می‌شود که نشان می‌دهد افراد نسبتاً به راحتی پیوندهای اجتماعی ایجاد می‌کنند، تمایلی به شکستن پیوندهای اجتماعی ندارند و هنگام تفسیر موقعیت‌ها، تأثیر آن را بر روابط خود در ذهن نگه می‌دارند. او همچنین معتقد است که احساسات ما چنان عمیقاً با روابط ما مرتبط است که یکی از کارکردهای اصلی احساسات ممکن است ایجاد و حفظ پیوندهای اجتماعی باشد و محرومیت جزئی و کامل از روابط نه تنها منجر به عواقب دردناک بلکه بیمارگونه می‌شود. ارضای یا برهم زدن نیاز ما به تعلق، نیاز ما به ارتباط، بر شناخت، عواطف و رفتار تأثیر می‌گذارد.
در سال ۲۰۱۱، روی باومایستر این مفهوم از تعلق را با پیشنهاد نظریه نیاز به تعلق بیشتر کرد، که ادعا می‌کند انسان‌ها تمایل ذاتی برای حفظ حداقل تعداد روابط اجتماعی برای تقویت حس تعلق دارند. باومایستر اهمیت سیری و جایگزینی را در هدایت رفتار انسانی و ارتباط اجتماعی برجسته می‌کند. اشباع انگیزشی پدیده ای است که در آن فرد ممکن است به چیزی تمایل داشته باشد، اما در نقطه ای خاص، ممکن است به جایی برسد که به اندازه کافی داشته باشد و دیگر آن را نخواهد یا به آن نیازی نداشته باشد. این مفهوم را می‌توان برای شکل‌گیری دوستی‌ها به کار برد، جایی که ممکن است فرد تمایل به ارتباطات اجتماعی داشته باشد، اما ممکن است به جایی برسد که دوستان کافی داشته باشد و دیگر دنبال آن نباشد. با این حال، باومایستر پیشنهاد می‌کند که مردم هنوز به حداقل میزان ارتباط اجتماعی نیاز دارند و تا حدی، این پیوندها می‌توانند جایگزین یکدیگر شوند. نظریه نیاز به تعلق یک محرک اولیه رفتار انسانی است که چارچوبی را برای درک روابط اجتماعی به عنوان یک نیاز اساسی و اساسی برای سلامت و رفاه روانی فراهم می‌کند.

## نوروبیولوژی

### نواحی مغز

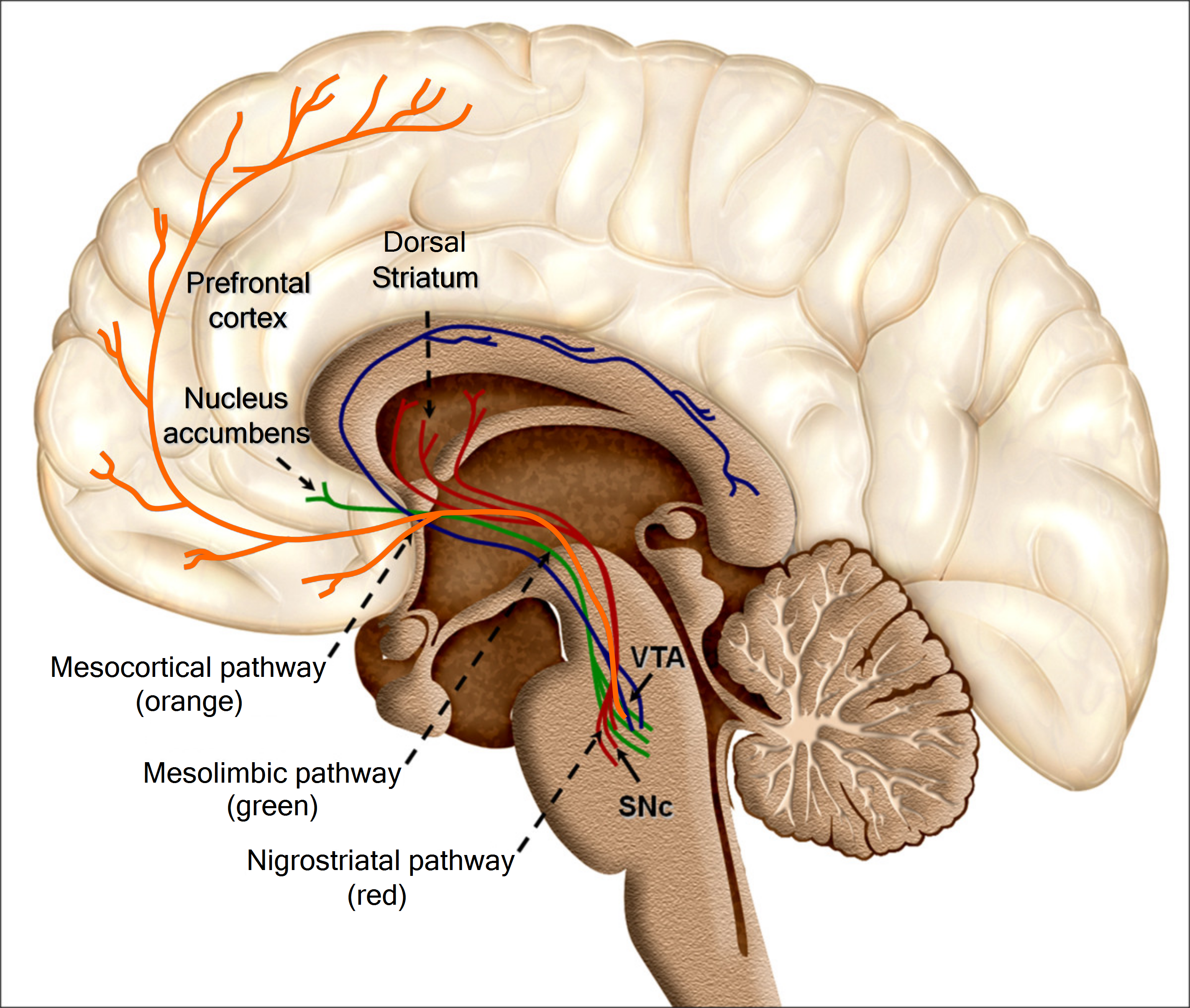
ارتباط اجتماعی سیستم پاداش مغز را فعال می‌کند.

در حالی که به نظر می‌رسد که انزوای اجتماعی یک «سیستم هشدار عصبی» از مناطق مرتبط با تهدید مغز (شامل آمیگدال، قشر کمربندی قدامی پشتی (dACC)، اینسولای قدامی، و خاکستری دور قناتی (PAG) را راه اندازی می‌کند. مناطق جداگانه ممکن است فرایند ارتباط اجتماعی دو ناحیه مغز که بخشی از [[سامانه پاداش مغز] مغز هستند نیز در پردازش ارتباط اجتماعی و توجه به عزیزان نقش دارند: [قشر شکمی داخلی پیش پیشانی]] (VMPFC)، منطقه ای که به ایمنی نیز پاسخ می‌دهد. و از پاسخ به تهدید، و جسم مخطط (VS) و ناحیه سپتال (SA)، بخشی از یک سیستم عصبی که با مراقبت از بچه‌های خود فعال می‌شود، جلوگیری می‌کند.

### مواد شیمیایی عصبی کلیدی

#### مواد افیونی
در سال ۱۹۷۸، عصب‌شناس یاک پانکسپ مشاهده کرد که دوزهای کوچک مواد افیونی، گریه‌های در اثر اضطراب توله‌هایی را که از مادرشان جدا شده‌اند، کاهش می‌دهد. در نتیجه، او «نظریه دلبستگی شبه افیونی مغز» را توسعه داد، که بر این باور است که مواد افیونی درون‌زا (تولید شده در داخل) زیربنای لذتی است که حیوانات اجتماعی از ارتباط اجتماعی، به ویژه در روابط نزدیک به دست می‌آورند. تحقیقات گسترده بر روی حیوانات از این نظریه حمایت می‌کند. موش‌هایی که از نظر ژنتیکی تغییر یافته‌اند تا گیرنده‌های مو-افیونی نداشته باشند (موش‌های حذفی گیرنده مو-افیون)، و همچنین گوسفندهایی که گیرنده‌های مو-افیونی آنها به‌طور موقت پس از تولد مسدود شده است، مادر خود را نمی‌شناسند یا با آنها پیوند برقرار نمی‌کنند. موش‌ها، جوجه‌ها، توله‌ها، خوکچه‌های هندی، گوسفندان، سگ‌ها و نخستی‌ها وقتی از مادر و همنوعان خود جدا می‌شوند، صداهای ناراحت‌کننده منتشر می‌کنند، اما دادن مورفین به آنها (یعنی فعال کردن گیرنده‌های مواد افیونی) این ناراحتی را آرام می‌کند. به نظر می‌رسد که مواد افیونی درون‌زا زمانی تولید می‌شوند که حیوانات درگیر رفتار پیوندی می‌شوند، در حالی که مهار انتشار این مواد افیونی منجر به نشانه‌هایی از قطع ارتباط اجتماعی می‌شود. در انسان‌ها گیرنده‌های دارای آنتاگونیست مواد افیونی مشخص شده است که نالتروکسان احساس گرما و محبت را در پاسخ به یک ویدئو کلیپ در مورد یک لحظه پیوند کاهش می‌دهد و باعث افزایش احساس قطع ارتباط اجتماعی نسبت به عزیزان در زندگی روزمره و همچنین در آزمایشگاه در پاسخ به کاری که برای برانگیختن آنها طراحی شده است. احساس ارتباط اگرچه تحقیقات انسانی در مورد مواد افیونی و رفتار پیوندی مختلط و در حال انجام است، اما این نشان می‌دهد که مواد افیونی ممکن است زمینه‌ساز احساس ارتباط اجتماعی و پیوند در انسان نیز باشد.

#### اکسی‌توسین
در پستانداران، اکسی‌توسین در هنگام زایمان، شیردهی، تحریک جنسی، پیوند و در برخی موارد استرس آزاد می‌شود. در سال ۱۹۹۲، سو کارتر این را کشف کرد تجویز اکسی توسین به حوضچه‌های چمنزار باعث تسریع رفتار پیوند جفتی تک‌همسری در ول مرغزار (نوعی جونده شبیه به موش) می‌شود. همچنین مشخص شده است که اکسی توسین نقش‌های زیادی در پیوند بین مادر و کودک دارد. علاوه بر پیوند زوجی و مادری، مشخص شده است که اکسی توسین در رفتار اجتماعی و پیوند در انسان نقش دارد. سطح پلاسمایی اکسی توسین با نام مستعار «داروی عشق» یا «مواد شیمیایی در آغوش کشیدن» به دنبال محبت فیزیکی افزایش می‌یابد، و با رفتار اجتماعی قابل اعتمادتر و سخاوتمندانه تر، حافظه اجتماعی با سوگیری مثبت، جذابیت، و اضطراب و پاسخ‌های هورمونی مرتبط هستند. علاوه بر این، از نقش بسیار مهمی در چرخش انسان بالغ در یک دوره ۲۴ ساعته با عشق و ادراک بیشتری از پاسخگویی و قدردانی شریک زندگی همراه بود، با این حال همچنین با تصور آسیب‌پذیر بودن و در خطر بودن یک رابطه مرتبط بود؛ بنابراین اکسی توسین ممکن است نقش انعطاف‌پذیری در حفظ رابطه داشته باشد و هم از احساساتی که ما را به هم نزدیک‌تر می‌کند و هم از ناراحتی و غریزه مبارزه برای یک پیوند صمیمی در خطر حمایت کند.

## سلامتی

### عواقب قطع ارتباط

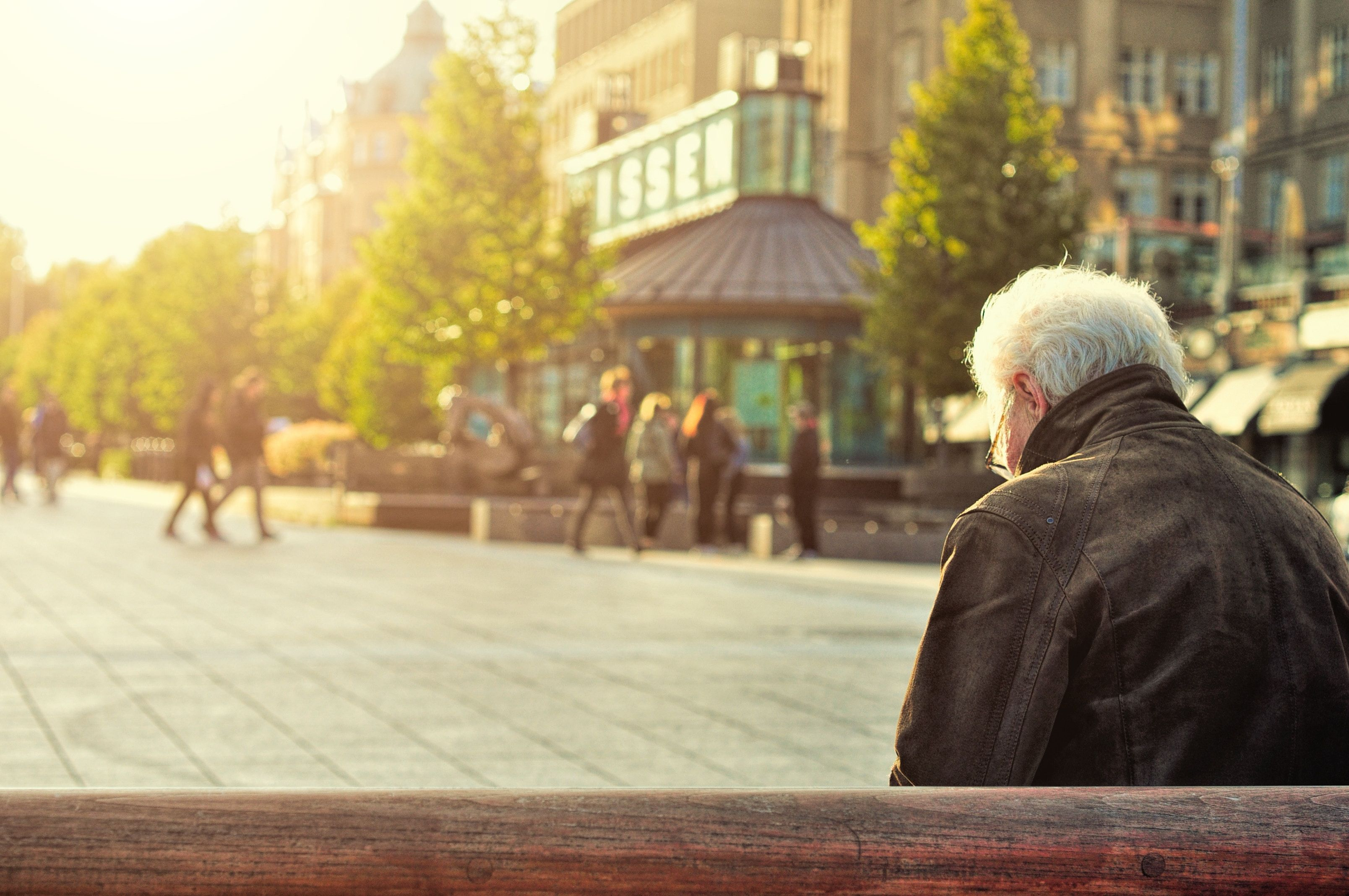
بین ۱۵ تا ۳۰ درصد از جمعیت عمومی احساس تنهایی مزمن می‌کنند.

طیف وسیعی از پستانداران، از جمله موش‌های صحرایی، موش‌های صحرایی، خوکچه هندی، گاو، گوسفند، نخستی‌سانان و انسان‌ها، هنگام جدا شدن از والدین خود دچار پریشانی و کمبودهای طولانی‌مدت می‌شوند.در انسان، پیامدهای سلامتی طولانی مدت ناشی از تجربیات اولیه قطع ارتباط است. در سال ۱۹۵۸، جان باولبی، زمانی که یتیمان فاقد گرمی و محبت نسبت به اولین و مهم‌ترین وابستگی‌های ما یعنی والدین ما بودند، ناراحتی عمیق و پیامدهای رشدی را مشاهده کرد. مشخص شد که از دست دادن والدین در دوران کودکی حتی یک دهه بعد منجر به تغییر کورتیزول و واکنش‌پذیری سیستم عصبی سمپاتیک می‌شود. و پاسخ استرس (زیست‌شناسی) و آسیب‌پذیری در برابر تعارض را در بزرگسالی تحت تأثیر قرار می‌دهد.
علاوه بر پیامدهای سلامتی فقدان ارتباط در دوران کودکی، تنهایی مزمن در هر سنی با پیامدهای منفی سلامتی مرتبط است. در یک بررسی فراتحلیلی که در سال ۲۰۱۰ انجام شد، نتایج ۳۰۸۸۴۹ شرکت‌کننده در ۱۴۸ مطالعه نشان داد که افراد با روابط اجتماعی قوی ۵۰ درصد شانس بیشتری برای بقا دارند. این تأثیر بر مرگ و میر نه تنها با یکی از بزرگ‌ترین خطرات یعنی سیگار کشیدن برابری می‌کند، بلکه از بسیاری از عوامل خطر دیگر مانند چاقی و کم‌تحرکی بیشتر است. مشخص شده است که تنهایی بر افراد سالم تأثیر منفی می‌گذارد. عملکرد تقریباً هر سیستمی در بدن: مغز، سیستم ایمنی، سیستم گردش خون و قلب و عروق،< سیستم غدد درون ریز، و بیان ژنتیکی.
انزوای اجتماعی نه تنها برای سلامتی مضر است، بلکه روز به روز شیوع بیشتری دارد. حدود ۸۰ درصد از جوانان زیر ۱۸ سال و ۴۰ درصد از بزرگسالان بالای ۶۵ سال گاهی تنها هستند و ۱۵ تا ۳۰ درصد از جمعیت عمومی احساس تنهایی مزمن می‌کنند. به نظر می‌رسد که این اعداد در حال افزایش هستند و محققان خواستار این هستند که ارتباط اجتماعی در اولویت بهداشت عمومی قرار گیرد.

### سیستم ایمنی اجتماعی
یکی از راه‌هایی که ارتباط اجتماعی ممکن است بر سلامت ما تأثیر بگذارد، از طریق دستگاه ایمنی است. فعالیت اولیه سیستم ایمنی، التهاب، اولین خط دفاعی بدن در برابر آسیب و عفونت است. با این حال، التهاب مزمن با آترواسکلروز، دیابت نوع II، تخریب عصبی، و سرطان، و همچنین تنظیم به خطر افتاده بیان ژن التهابی توسط مغز مرتبط است. تحقیقات در چند دهه گذشته نشان داده است. که سیستم ایمنی نه تنها به تهدیدات فیزیکی، بلکه به تهدیدات اجتماعی نیز پاسخ می‌دهد. مشخص شده است که بین بیومارکرهای التهابی در گردش (مانند سیتوکین IL-6) و احساس ارتباط و قطع ارتباط اجتماعی یک رابطه دو طرفه وجود دارد. نه تنها احساس انزوای اجتماعی با افزایش التهاب مرتبط است، بلکه التهاب ناشی از تجربی رفتار اجتماعی را تغییر می‌دهد و احساس انزوای اجتماعی را القا می‌کند. این پیامدهای بهداشتی مهمی دارد. به نظر می‌رسد احساس تنهایی مزمن باعث التهاب مزمن می‌شود. با این حال، به نظر می‌رسد که ارتباط اجتماعی بیان ژن التهابی را مهار می‌کند و پاسخ‌های ضد ویروسی را افزایش می‌دهد. انجام اعمال مهربانی برای دیگران نیز این تأثیر را دارد، که نشان می‌دهد کمک به دیگران فواید سلامتی مشابهی دارد.
چرا ممکن است سیستم ایمنی ما به تصورات ما از دنیای اجتماعی پاسخ دهد؟ یک نظریه این است که ممکن است از نظر تکاملی برای سیستم ایمنی بدن ما «گوش دادن» به دنیای اجتماعی ما برای پیش‌بینی انواع تهدیدات باکتریایی یا میکروبی که با آن روبرو هستیم سازگار بوده باشد. در گذشته تکاملی ما، احساس انزوای اجتماعی ممکن است به این معنی باشد که از قبیله خود جدا شده‌ایم، و بنابراین احتمال بیشتری وجود دارد که آسیب‌های فیزیکی یا زخم‌هایی را تجربه کنیم، که برای بهبودی نیاز به پاسخ التهابی دارد. از سوی دیگر، احساس ارتباط ممکن است به این معنا باشد که ما در امنیت فیزیکی نسبی جامعه قرار داریم، اما در معرض خطر بیشتر ویروس‌های منتقله از طریق اجتماعی هستیم. برای مقابله با این تهدیدات با کارایی بیشتر، سیستم ایمنی با تغییرات پیش‌بینی پاسخ می‌دهد. یک پروفایل ژنتیکی برای شروع این الگوی پاسخ ایمنی به ناملایمات اجتماعی و استرس (زیست‌شناسی) - تنظیم افزایش التهاب، کاهش فعالیت ضد ویروسی - که به عنوان پاسخ رونویسی محافظت شده به ناملایمات شناخته می‌شود، کشف شد. معکوس این الگو، مرتبط با ارتباط اجتماعی، با پیامدهای مثبت سلامت و همچنین خوش‌روانی بهزیستی مرتبط است.

### مسیرهای مثبت
ارتباط و حمایت اجتماعی برای کاهش بار فیزیولوژیکی استرس و کمک به سلامت و رفاه از طریق چندین مسیر دیگر نیز مشخص شده است، اگرچه موضوع تحقیقات در حال انجام باقی مانده است. یکی از راه‌هایی که ارتباط اجتماعی پاسخ استرس ما را کاهش می‌دهد، مهار فعالیت در سیستم عصبی درد و زنگ هشدار است. نواحی مغزی که به گرما و اتصال اجتماعی پاسخ می‌دهند (به ویژه ناحیه سپتوم) دارای اتصالات بازدارنده با آمیگدال هستند که ظرفیت ساختاری برای کاهش پاسخ به تهدید را دارند.
مسیر دیگری که از طریق آن ارتباط اجتماعی به‌طور مثبت بر سلامت تأثیر می‌گذارد، از طریق دستگاه عصبی پاراسمپاتیک (PNS)، سیستم «استراحت و هضم» است که به موازات و خنثی کننده «پرواز یا مبارزه» دستگاه عصبی سمپاتیک (SNS) است. . فعالیت انعطاف‌پذیر PNS، نمایه شده با تن واگ، به تنظیم ضربان قلب کمک می‌کند و با پاسخ استرس سالم و همچنین پیامدهای مثبت متعدد سلامتی مرتبط است.
مشخص شده است که لحن واگ هم احساسات مثبت و هم ارتباط اجتماعی را پیش‌بینی می‌کند، که به نوبه خود منجر به افزایش لحن واگ می‌شود، در یک «مارپیچ رو به بالا» رفاه. ارتباط اجتماعی اغلب همراه با احساسات مثبت رخ می‌دهد و باعث ایجاد احساسات مثبت می‌شود، که خود به نفع سلامتی ما هستند.

## اندازه‌گیری‌ها
مقیاس ارتباط اجتماعی'
این مقیاس برای سنجش احساسات عمومی ارتباط اجتماعی به عنوان مؤلفه اساسی تعلق طراحی شده است. موارد موجود در مقیاس ارتباط اجتماعی نشان دهنده احساس فاصله عاطفی بین خود و دیگران است و نمرات بالاتر نشان دهنده ارتباط اجتماعی بیشتر است.
UCLA Loneliness Scale
اندازه‌گیری احساس انزوای اجتماعی یا قطع ارتباط می‌تواند به عنوان معیار غیرمستقیم احساس ارتباط مفید باشد. این مقیاس برای اندازه‌گیری تنهایی طراحی شده است، که به عنوان پریشانی تعریف می‌شود که وقتی فرد احساس می‌کند از دیگران جدا شده است.
اندازه‌گیری احساس انزوای اجتماعی یا قطع ارتباط می‌تواند به عنوان معیار غیرمستقیم احساس ارتباط مفید باشد. این مقیاس برای اندازه‌گیری تنهایی طراحی شده است، که به عنوان پریشانی که زمانی ایجاد می‌شود که فرد احساس می‌کند از دیگران جدا شده است، طراحی شده است.
فهرست نزدیکی رابطه (RCI)
این معیار نزدیکی در یک رابطه را به عنوان سطح بالایی از وابستگی متقابل در فعالیت‌های دو نفر یا میزان تأثیرگذاری آنها بر یکدیگر مفهوم می‌کند. ارتباط متوسطی با گزارش‌های خود از نزدیکی دارد که با استفاده از شاخص نزدیکی ذهنی (SCI) اندازه‌گیری می‌شود.
Liking and Loving Scales
این مقیاس‌ها برای اندازه‌گیری تفاوت بین دوست داشتن و دوست داشتن یک شخص دیگر - جنبه‌های مهم صمیمیت و ارتباط ایجاد شده‌اند. دوستان خوب در مقیاس دوست داشتن امتیاز بالایی داشتند و فقط شرکای عاشقانه امتیاز بالایی در مقیاس دوست داشتن داشتند. آنها از مفهوم زیک روبین عشق به عنوان حاوی سه جزء اصلی پشتیبانی می‌کنند: دلبستگی، مراقبت و صمیمیت.
معیار آشنایی شخصی (PAM)'
این معیار شش مؤلفه را شناسایی می‌کند که می‌تواند به تعیین کیفیت تعاملات و احساس ارتباط اجتماعی فرد با دیگران کمک کند:
1. مدت زمان رابطه
2. فراوانی تعامل با فرد مقابل
3. آگاهی از اهداف طرف مقابل
4. صمیمیت فیزیکی یا صمیمیت با طرف مقابل
5. خودافشایی به طرف مقابل
6. آشنایی با شبکه‌های اجتماعی — طرف مقابل چقدر با بقیه حلقه‌های اجتماعی شما آشنا است.